# Tandonia nigra
Tandonia nigra is een slakkensoort uit de familie van de Milacidae. De wetenschappelijke naam van de soort werd voor het eerst geldig gepubliceerd in 1849 door C. Pfeiffer.

## Beschrijving
Deze slak is in wezen zwart, hoewel de mantel crème is met zeer dichte zwarte vlekken. De tentakels zijn wit met zwarte stippen en als ze samengetrokken zijn, lijken ze zwart. De hals en de voorkant zijn vies crèmekleurig, net als de voetzool. De lichaamslengte van geconserveerde exemplaren is maximaal 35 mm; de breedte van het lichaam van geconserveerde exemplaren is maximaal 7 mm.
Voortplantingssysteem: De penis is verdeeld in twee delen. De epiphallus is korter en iets breder aan het achterste uiteinde. De zaadleider opent enigszins asymmetrisch. De eileider is dun; de spermatheca is langwerpig met een kort kanaal. De vagina is bijna net zo lang als de penis, met verschillende hulpklieren zoals korte bundels die het gedeelte tussen de eileider en de vagina omringen. Het atrium is buisvormig, als een verlenging van de penis.

## Geografische verspreiding
Deze slakkensoort is endemisch in Noord-Italië en Zuid-Zwitserland: Monte Generoso en Baraghetto-pieken, oostelijke en westelijke hellingen, tussen het Comomeer en het meer van Lugano. De typeplaats is de top van Monte Generoso, op een genoemde hoogte van 1695 meter boven zeeniveau.
Deze soort is alleen bekend van bergtoppen en aan het oosten en westen blootgestelde hellingen, op 1500–1700 meter. Het is een endemische soort met een klein verspreidingsgebied. De Zwitserse leefgebieden worden bedreigd door massatoerisme; deze soort is ernstig bedreigd in Zwitserland.